# أوستارا

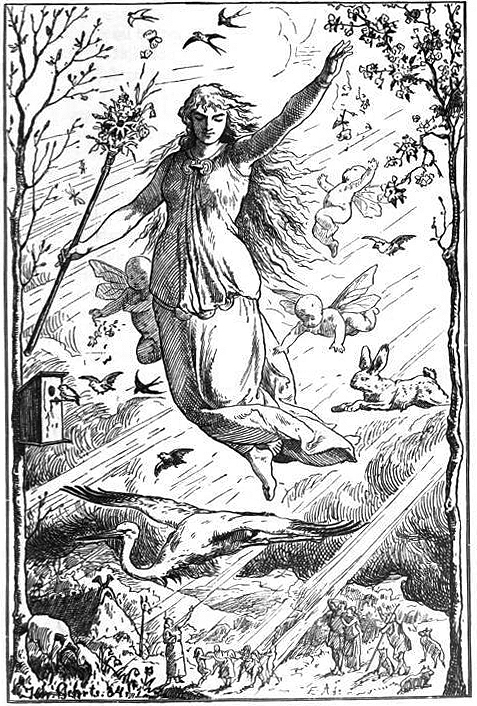
لوحة أوستارا (1884) بواسطة جوهانيس غيريز. الآلهة أوستارا تطير بالجِنان محاطة بمخلوقات البوتو المستوحاة من الرسومات الرومانية وتحطيها أشعة الضوء والجرمانيون ينظرون لها من البلاط السُفلي.

أُستارة أو أوستارا أو أوستر (بالإنجليزية القديمة: Ēastre) هو أسم آخر لعيد القيامة (الفصح أو إيستر) في بعض اللغات. يوم الاحتفال هذا أشار إليه بشكل وحيد القديس بيدا في القرن الثامن في مخطوطته «حساب الوقت» (The Reckoning of Time)، حيث ذكر بيدا أنه خلال شهر أوستورموناغ (Ēosturmōnaþ)، وهو الشهر الذي يعادل أبريل حالياً، أقام وثنيو الانجلوساكسون ولائم شرفية لأوستر ولكن هذا التقليد اندثر في عصره وأُستبدل بشهر الباسكال (عيد القيامة) المسيحي احتفالاً بقيامة يسوع.
هناك نظريات متداولة تربط إوستر (Ēostre) بوثائق جيرمانية لعاداتعيد القيامة (إيستر)، تشمل القواع والبيض. خاصة قبل اكتشاف (matronae Austriahenae) ومزيد من التطورات في الدراسات الهندية الأوروبية، حيث يدور نقاش بين الباحثين العلماء هو إمكانية أن تكون الآلهة «أوستر» من أختراع القديس بيدا. كلاً من الأسمين أوستارا وأوستر (Ēostre و Ostara) يتم الإشارة أليها في الثقافات الشائعة المعاصرة لتبجيل الوثنية الجرمانية الحديثة.